# Лівіо Лой
Лівіо Лой (нід. Livio Loi; 27 квітня 1997, Гасселт, Бельгія) — бельгійський мотогонщик, учасник чемпіонату світу з шосейно-кільцевих мотогонок серії MotoGP. Четвертий бельгієць в історії, що здобув перемогу на етапі серії MotoGP та перший, хто зробив це у найлегшому класі (перемога на Гран-Прі Індіанаполісу-2015 в гонці класу Moto3).
У сезоні 2016 року виступає в серії MotoGP у класі Moto3 за команду «RW Racing GP BV» під номером 11.

### MotoGP

#### В розрізі сезонів
| Сезон | Клас  | Команда              | Мотоцикл        | Гонки | Пер | Под | ПП | НК | Очки | Місце |
| ----- | ----- | -------------------- | --------------- | ----- | --- | --- | -- | -- | ---- | ----- |
| 2013  | Moto3 | Marc VDS Racing Team | Kalex KTM Moto3 | 15    | 0   | 0   | 0  | 0  | 8    | 22    |
| 2014  | Moto3 | Marc VDS Racing Team | Kalex KTM Moto3 | 9     | 0   | 0   | 0  | 0  | 17   | 21    |
| 2014  | Moto3 | Marc VDS Racing Team | KTM RC250GP     | 9     | 0   | 0   | 0  | 0  | 17   | 21    |
| 2015  | Moto3 | RW Racing GP         | Honda NSF250RW  | 18    | 1   | 1   | 0  | 0  | 56   | 16    |
| 2016  | Moto3 | RW Racing GP BV      | Honda NSF250RW  |       |     |     |    |    |      |       |